# Guglielmo Ciro Nasi
Guglielmo Ciro Nasi, italijanski general, * 1879, † 1971.